# Fakulteta za znanost o prsti v Moskvi
Fakulteta za znanost o prsti v Moskvi (rusko Факультет почвоведения) je javna fakulteta, ki ponuja študij prsti in deluje v sklopu Moskovske državne univerze. Ustanovljena je bila leta 1989.